# Trimma hotsarihiensis
Trimma hotsarihiensis és una espècie de peix de la família dels gòbids i de l'ordre dels perciformes.

## Morfologia
- Els mascles poden assolir 1,6 cm de longitud total.[3]

## Hàbitat
És un peix marí de clima tropical que viu entre 22-34 m de fondària.

## Distribució geogràfica
Es troba a la República de Palau.